# Crime Boss: Rockay City
Crime Boss: Rockay City je česká akční FPS počítačová hra vyvinutá společností Ingame Studios a vydaná společností 505 Games. Hráč sestaví tým zločinců a je vyslán na mise, aby infiltroval, ukradl a porazil nepřátele ve střílečce. Hra obsahuje obsazení prominentních herců, včetně Michaela Madsena, Chucka Norrise, Dannyho Treja, Dannyho Glovera, Michaela Rookera, Kim Basinger, Vanilla Ice a Damiona Poitiera.
Hra je aktuálně dostupná pouze pro PC a je k dispozici exkluzivně na Epic Games Store. Očekává se, že vyjde pro PlayStation 5 a Xbox Series X/S v červnu 2023.[potřebuje aktualizovat]

## Hratelnost
Crime Boss se zaměřuje na mise prováděné týmem čtyř zločinců. Hráč ovládá jednoho ze zločinců a spolupracuje buď s ostatními hráči, nebo se spoluhráči ovládanými umělou inteligencí, aby provedl loupeže. Hratelnost byla často přirovnávána k sérii her Payday. Hráči potřebují nasbírat dostatek kořisti od cíle (banky, náklaďáky, klenotnictví atd.), ale čím déle to trvá, tím větší je pravděpodobnost, že dorazí policejní posily.
Existuje několik způsobů, jak jsou mise nastaveny. Nejjednodušší možností je rychlé hraní one-ofs. K dispozici je také šest minikampaní se třemi misemi zřetězenými v řadě s volným spojovacím příběhem pro každou s názvem „Urban Legends“. Existuje kampaň pro jednoho hráče s roguelike prvky, kde se hráč pokouší rozšířit své území po Rockay City poté, co předchozí vůdce podzemí zemře. Hráč přiděluje členy gangu, aby bojovali v turfových válkách, nakupuje nové zbraně a vydává se na mise, aby se pokusil dobýt nové území – ale pokud hráčská postava v misi zemře, jejich honba za Crime Bossem je u konce. Stejně tak jsou navždy ztraceni i najatí členové posádky, kteří zemřou nebo jsou zatčeni na misích.
Atmosféra hry vědomě napodobuje kriminální filmy z 90. let. Samotné Rockay City se odehrává na Floridě připomínající Miami Vice.

## Vývoj
Crime Boss je první hrou od studia Ingame Studios. Ingame tvoří přibližně 70 vývojářů sídlících v Brně.
Hra vyšla koncem března 2023 exkluzivně v Epic Games Store pro PC.

## Přijetí
Crime Boss: Rockay City obdržel "smíšené nebo průměrné" recenze podle agregátoru recenzí Metacritic.